# Lluís de Cardona i Sunyer
Lluís de Cardona i de Sunyer (? - 1593) fou Baró de Sant Mori. Era fill de Jaume de Cardona i de Queralt i de Rafela Sunyer, i es casà amb Praxedis Dansa, baronessa de Cervelló i de Bellera. El 1587 va vendre a la corona Verges, Bellcaire i la Tallada. Va tenir almenys un fill: Joanet de Cardona, baró de Sant Mori juntament amb el seu oncle i tutor Climent de Cardona fins a la seva prematura mort (†1607).